# Hot Fuss
Hot Fuss is het debuutalbum van de Amerikaanse post-punkband The Killers. Het album is sterk beïnvloed door muziek uit de jaren tachtig. Van dit album zijn vier singles afkomstig: Somebody Told Me, Mr. Brightside, All These Things That I've Done en Smile Like You Mean It.

## Nummers op Hot Fuss
1. "Jenny Was a Friend of Mine"
2. "Mr. Brightside"
3. "Smile Like You Mean It"
4. "Somebody Told Me"
5. "All These Things That I've Done"
6. "Andy, You're a Star"
7. "On Top"
8. "Change Your Mind"
9. "Believe Me Natalie"
10. "Midnight Show"
11. "Everything Will Be Alright"
12. "Glamorous Indie Rock & Roll"
13. "The Ballad Of Michael Valentine"
14. "Under The Gun"

De laatste drie tracks zijn echter niet op elke versie van dit album aanwezig.